# Sinusite
 Mise en garde médicale
Une sinusite est une inflammation d'un des quatre types de sinus (maxillaire, frontal, sphénoïdal ou ethmoïdal) que comporte le corps humain. On parle de pansinusite lorsque plusieurs de ces quatre types de sinus sont atteints,,. Les complications sérieuses sont rares.
Les symptômes les plus communs incluent : irritation nasale voire congestion au niveau d'une ou des deux fosses nasales, avec douleurs faciales. D'autres signes peuvent inclure : fièvre, céphalée, diminution du sens de l'odorat, larmoiements, maux de gorge et toux, aussi des mauvaises odeurs (dues au pus et à d'éventuels saignements ou à une mycose) et parfois une dysgueusie. Les symptômes peuvent empirer la nuit.
On distingue la rhinosinusite aiguë (ou RSA, si elle excède quatre semaines) et la rhinosinusite chronique (RSC) si elle excède 12 semaines. Cette dernière est subdivisée en trois groupes : 1) RSC avec polypes nasaux, présents chez 20 % des patients atteints de RSC ; 2) RSC sans polypes nasaux et 3) rhinosinusite fongique allergique.

## Causes
Lorsqu'un virus, un champignon (mycose), une bactérie ou une allergie affecte les muqueuses du nez, celles-ci réagissent en s'enflammant et en enflant, provoquant l'obstruction des sinus. Dès lors, le mucus n'est plus drainé normalement, et les virus ou bactéries peuvent se développer rapidement. Les sinusites commencent donc, dans la plupart des cas, par une rhinopharyngite virale qui entraîne une altération des capacités épuratoires de l'appareil cilié naso-sinusien et peuvent évoluer vers une authentique sinusite bactérienne. Les sensations de pression que peut ressentir le malade sont dues à la surpression provoquée par l'obstruction des sinus.
Les principaux virus en cause incluent rhinovirus, myxovirus, et adénovirus. Les principales bactéries responsables de surinfections sinusiennes incluent Haemophilus influenzae, Streptococcus pneumoniae, Moraxella catarrhalis, Staphylococcus aureus et Anaérobies (rare, lié à un foyer dentaire).
Des champignons comme Aspergillus peuvent aussi être en cause ; on parle alors de Sinusite aspergillaire, dont une forme est « pseudotumorale ».
La sinusite peut se localiser à divers endroits. Le sinus maxillaire (la sinusite la plus fréquente, possible dès l'âge de 4-6 ans car, avant, le sinus maxillaire n'est pas complètement formé) ; le sinus frontal (possible à partir de sa formation vers l'âge de 11-13 ans) ; le sinus sphénoïdal (après 15 ans) ; le sinus ethmoïdal (chez le nourrisson et l'enfant).

## Typologie
La sinusite peut être de deux types. Sa variante aiguë est provoquée dans la plupart des cas par une infection virale du type rhume, elle se soigne entre 7 et 12 jours. Elle peut également être provoquée par des allergies ou des abcès dentaires. La variante chronique peut être la conséquence d'épisodes infectieux insuffisamment traités et est souvent favorisée par des facteurs anatomiques ou allergiques. La sinusite est qualifiée de chronique lorsqu'elle dure au-delà de deux semaines et jusqu'à 4 à 8 semaines ou si elle se répète 2 à 4 fois dans une même année.

### Sinusite aiguë
La sinusite aiguë est liée à une détresse respiratoire déjà présente, généralement d'origine virale, souvent causée par un rhinovirus, coronavirus, influenzavirus, ou sinon causée par un adenovirus, parainfluenza, virus respiratoire syncytial, enterovirus autre que le rhinovirus, et metapneumovirus. 
Quand l'origine est bactérienne, elle est généralement causée par Streptococcus pneumoniae, Haemophilus influenzae, et Moraxella catarrhalis. Jusqu'à présent, Haemophilus influenzae est l'agent bactériologique le plus répandu dans les infections sinusiennes, mais l'introduction du vaccin H. influenza de type B (Hib) a largement diminué les infections H. influenza de type B. 
D'autres pathogènes liés incluent Staphylococcus aureus et d'autres espèces de streptocoques, de bactéries anaérobiques et plus rarement gram négatif. 
La sinusite virale dure habituellement sept à dix jours, alors que la sinusite bactérienne est plus persistante. Environ 0,5 à 2 % des sinusites virales engendrent une sinusite bactérienne. L'irritation nasale liée à un mouchage intensif semble souvent induire une infection bactérienne secondaire.
Certains cas aigus ou chroniques de sinusite résultent d'une mycose, touchant surtout les patients diabétiques ou immunodéficients (patients infectés par le VIH ou ayant été greffés ou prenant des médicaments immunodépresseurs) et peuvent être une menace vitale.
Les irritations allergiques ou chimiques, par exemple communément causées par la fumée de cigarette et les fumées ou vapeurs contenant du chlore, peuvent aussi causer des sinusites. Elles sont rarement causées par une infection dentaire.

### Sinusite chronique
Par définition, la sinusite chronique dure plus de 12 semaines, et peut être communément causée par différentes inflammations chroniques des sinus. 
Ses symptômes mêlent : congestion nasale, douleur faciale, céphalée, toux nocturne, symptômes d'asthme contrôlé ou autrement mineur, sensation générale de malaise, sécrétions jaunâtres ou verdâtres, sensation de « trop plein » ou de « trop vide » nasale qui s'accroissent lorsque le patient se penche, étourdissements, mal dentaire, et/ou détresse respiratoire. Chacun de ces symptômes peut avoir plusieurs conséquences, qui doivent être diagnostiquées à part et considérées. Souvent, la sinusite mène à l'anosmie (incapacité de sentir les odeurs). La sinusite maxillaire aigüe ou chronique peut être induite par un soin dentaire.
La sinusite chronique se divise en deux cas : avec ou sans polypose naso-sinusienne. Lorsqu'une polypose est présente, il s'agit d'un cas de sinusite hyperplastique chronique ; cependant, les causes restent inconnues et peuvent induire l'allergie, des facteurs environnementaux comme la poussière et la pollution, une infection bactérienne, ou un fongus (non allergique, bactérien ou réactif).
La sinusite chronique est un trouble inflammatoire aux multiples facteurs, plutôt qu'une simple infection bactérienne inflammatoire.
Selon une étude réalisée en 1999 par des chercheurs de la Mayo Clinic, la majorité des sinusites chroniques ne seraient pas dues à des allergies mais à une colonisation par des champignons,. Celle-ci entraînerait une réaction du système immunitaire dont les éosinophiles irriteraient la paroi des sinus,. Cette théorie est cependant controversée.

## Diagnostic

### Personnes à risque
Les adultes sont généralement les plus exposés car les sinus se forment progressivement jusqu'à l'âge de 12 ans. 
Il arrive néanmoins que les nourrissons et jeunes enfants soient atteints de sinusite. Les personnes ayant des antécédents de sinusite courent par ailleurs davantage de risques d'en contracter une à nouveau. 
Les personnes souffrant d'allergies ou dont le système immunitaire est affaibli (à cause d'une autre maladie par exemple) risquent davantage que d'autres de déclarer une sinusite. Trois autres facteurs ont été associés à un risque accru de sinusite, certaines anomalies congénitales du nez ou des sinus, les polypes nasaux et la mucoviscidose.

### Facteurs de risque
Outre les antécédents médicaux, certains facteurs environnementaux facilitent l'apparition de sinusite. Il s'agit par exemple de l'humidité ou de la pollution de l'air, le stress ou l'exposition à la fumée de cigarette.
Une carence en magnésium entraîne une déficience en oxyde nitrique, dont une des fonctions est de prévenir les infections dans les cavités du corps, parmi lesquelles les sinus.
Parmi les facteurs de risques prépondérants, les nourrissons ont des voies aériennes supérieures encore immatures et morphologiquement à risque. Notamment les nourrissons évacuent mal la morve, et sont particulièrement susceptibles de faire une ethmoïdite, secteur très sensible pour un nourrisson car les tissus sont davantage fragiles.

## Signes cliniques
Un diagnostic de sinusite aiguë purulente avec infection d'origine bactérienne peut-être posé lorsqu'au moins deux des trois signes ci-dessous sont présents :
- constance ou augmentation des douleurs des sinus sous les orbites malgré la prise d'un traitement symptomatique pendant au moins 48 heures ;
- une douleur unilatérale ou pulsatile qui augmente éventuellement : en fin de journée, la nuit et lorsque la tête est penchée en avant ;
- une augmentation des écoulements nasaux (rhinorrhée) surtout si ceux-ci sont unilatéraux.

D'autres signes secondaires peuvent conforter le diagnostic :
- une fièvre persistante au-delà de trois jours
- une obstruction nasale et/ou des éternuements
- une toux voire une gêne au niveau du pharynx s'ils perdurent plus de dix jours

En particulier des sécrétions nasales d'un franc jaune foncé ou verdâtres font suspecter une infection ou une surinfection d'origine bactérienne. Diminution ou perte d'odorat ou cacosmie sont également des symptômes renforçant le diagnostic ainsi qu'une mauvaise haleine inhabituelle.
Une radiographie n'est utile qu'en cas de doute sur le diagnostic ou éventuellement après un premier échec de traitement par antibiotiques. Le scanner n'est quant à lui indiqué qu'en cas de suspicion de sinusite complexe ou sphénoïdale, cette dernière n'étant pas visible par radiographie.
Le recueil des sécrétions par voie endonasale au méat moyen ou par ponction des sinus est très rarement réalisé mais est indiqué pour des sinusites compliquées, chez le patient immunodéprimé ou ayant reçu une antibiothérapie récente.

### Sinusite maxillaire aiguë
Il est facile de la confondre avec une rhinosinusite aiguë d'origine virale ou une rhinopharyngite pour lesquels l'aspect puriforme des sécrétions nasales est normal pendant les premiers jours.
La sinusite maxillaire (Sinusite aspergillaire en général) est une affection sinusienne dont l'origine dentaire constitue un pourcentage non négligeable, vu l'intimité des rapports existants entre les dents et le plancher sinusien. Les examens complémentaires basés sur les techniques de radiologie conventionnelle et moderne sont nécessaires. Leur indication est fonction du contexte clinique. La réussite du traitement dépend de l'élimination de la cause dentaire et de sa conséquence sinusienne. Le traitement dentaire doit prendre en considération le risque de récidive et les répercussions des extractions dentaires. Le traitement des sinusites est médico-chirurgical. La prise en charge du patient nécessite la collaboration entre dentiste et oto-rhino-laryngologiste.
Lors des premiers jours chez l'enfant, elle peut se traduire de deux façons différentes. Dans sa version aiguë sévère, on note une fièvre importante (supérieure à 39 °C) associée à des maux de tête (céphalées), rhinorrhées purulentes et parfois même un œdème péri-orbitaire. Dans sa version subaiguë, la toux associée à une rhinorrhée purulente et une obstruction nasale sont des signes qui durent pendant plus de dix jours sans amélioration.

### Sinusite sphénoïdale
Elle reste assez rare et se révèle par des douleurs profondes, rétro-orbitaires insomniantes sur lesquelles les antalgiques n'ont que peu d'effets. Elle s'accompagne généralement d'une rhinorrhée postérieure (écoulement des sécrétions nasales dans la gorge).

### Ethmoïdite
Gravissime chez le nourrisson, l'ethmoïdite reste relativement rare. Elle se traduit par une fièvre importante (39 à 40 °C) accompagnée de maux de tête, une prostration (repli sur soi), une rhinorrhée purulente et éventuellement un œdème de la paupière.

## Causes
Une sinusite est une inflammation qui peut être causée par :
- des infections[13]
- des allergies[13]
- des maladies auto-immunes[13]

## Complications
Dans de rares cas, si l'infection reste non traitée elle peut s'étendre et affecter les yeux (surtout pour les ethmoïdites) ou le cerveau (sinusites sphénoïdales et frontales), menant à de graves complications, parfois mortelles. On retrouve parmi ces dernières, des méningites, des abcès du cerveau, des thrombophlébites des sinus caverneux ou longitudinaux, des empyèmes sous-duraux ou encore des ostéomyélites (principalement chez les enfants).

## Traitements

### Sinusite aiguë
Des antibiotiques sont généralement prescrits en cas de sinusite, mais cette attitude est controversée. Certaines recommandations estiment que l'antibiothérapie est indiquée en cas de sinusite prolongée (plus d'une semaine) ce qui peut être un indice de surinfection bactérienne. Ils ne sont néanmoins pas toujours indiqués d'emblée, en effet ils sont recommandés dans les cas suivants :
- sinusite frontale, ethmoïdale ou sphénoïdale (cf. complications) ;
- sinusite maxillaire caractérisée, ou échec d'un traitement symptomatique initial ou complications ;
- sinusite maxillaire unilatérale associée à une infection dentaire homolatérale supérieure.

L'antibiothérapie des sinusites maxillaires purulentes dure généralement entre 7 et 10 jours (recommandation de Grade C = faibles preuves scientifiques).
L'antibiotique le plus utilisé dans les sinusites bactériennes est l'association Amoxicilline-Acide clavulanique sur une durée de dix jours. En cas d'allergie à la pénicilline, les céphalosporines de 2e et 3e génération sont indiquées, si de plus une contre-indication concerne plus généralement les béta-lactamines, alors la télithromycine est indiquée. Dans les cas graves, les fluoroquinolones anti-streptococcique sont indiquées (lévofloxacine). Dans le cas de sinusite maxillaire à point de départ dentaire il faut ajouter un antibiotique agissant sur les anaerobies comme le metronidazole sans omettre d'éradiquer le foyer de départ.
L'antibiothérapie est généralement associée à un traitement des symptômes. Des corticoïdes peuvent être prescrits par voie orale en cure courte (durée maximale sept jours) permettant d'améliorer les symptômes. Des vasoconstricteurs locaux sont parfois également prescrits. Les anti-inflammatoires non stéroïdiens ne sont pas indiqués.
Une autre approche consiste à traiter avec du Sumatriptan comme pour une migraine, même en présence de symptôme nasal (rhinorrée).

### Sinusite chronique
Les sinusites chroniques apparaissent généralement après plusieurs épisodes de sinusites aiguës. Il arrive néanmoins que dès le premier épisode, la sinusite aiguë évolue vers la chronicité, notamment quand cette dernière est insuffisamment traitée.
Les sinusites chroniques sont le plus souvent expliquées par des allergies, notamment à certains champignons. Ceci explique que certains traitements anti-fongiques seraient capables de diminuer les symptômes des patients.
La chirurgie peut être utilisée dans de rares cas, elle consiste à rétablir le drainage des sinus ou rétablir des anomalies structurelles congénitales du nez. Elle ne devrait cependant être utilisée qu'en dernier recours.

### Prise en charge non médicamenteuse
Il faut favoriser l'évacuation des sécrétions nasales par des moyens simples : se moucher, boire beaucoup d'eau, utiliser un humidificateur permettant de liquéfier les sécrétions.
L'irrigation nasale permet de dégager les sinus en les rinçant avec une solution isotonique, tel que de l'eau salée ou une solution à base de xylitol. Néanmoins, l'utilisation de l'irrigation nasale peut engendrer une contamination du flacon, le plus souvent par des staphylocoques dorés.
L’utilisation d’un dilatateur nasal (aussi appelé écarteur de narines ou écarteur nasal) peut être la solution en cas de sinusite chronique. En effet l’inflammation prolongée des muqueuses des sinus a le plus souvent pour cause le développement de bactéries dans le nez. Ce développement est dû au phénomène d'anaérobie causé par la congestion nasale. Un dilatateur nasal influe directement sur ce développement en augmentant l'aérobie des fosses nasales, c'est-à-dire la ventilation des narines. Les écarteurs nasaux sont en matériaux non toxiques et non abrasifs, dont le principe est purement mécanique.
Il existe deux types de dilatateurs nasaux :
- les dilatateurs de première génération, aussi appelés dilatateurs nasaux externes ou bandelettes nasales, se fixent à l’extérieur du nez ;
- les dilatateurs de seconde génération, dits dilatateurs nasaux internes, se fixent tout ou partie à l’intérieur des narines. Selon différentes études, ces dilatateurs sont plus efficaces que les bandelettes nasales[23],[24]. Cette différence d’efficacité conduit au remplacement progressif des bandelettes par des dilatateurs nasaux internes.

### Autres conseils
Le repos peut être utile durant la phase aiguë. Une consommation d'eau accrue permet d'éclaircir les sécrétions et de les évacuer plus facilement.
Il faut éviter de s'exposer à des changements de température importants, à un air froid et sec, ainsi que maintenir un taux d'humidité de 30 à 40 % dans la maison (attention de ne pas dépasser le seuil, car le risque de moisissures — et d'allergies — augmente alors),.
Il convient d'éviter de se pencher la tête vers le bas, car cela peut accroître la douleur, de nager sous l'eau, ou de voyager en avion durant la phase aiguë.
En cas de sinusite chronique, les mesures préventives permettront de prévenir l'exacerbation des symptômes.
Éviter l'avion ou toute autre activité impliquant des changements de pression (plongée, alpinisme…). Par ailleurs, les personnes souffrant d'apnée du sommeil et utilisant un dispositif de pression positive continue (PPC) peuvent ressentir de fortes douleurs durant la nuit, du fait de la pression continue insufflée par leur appareil.
Une démarche de désinfection des sinus peut être utilisée en curatif ou préventif. Avec une solution (proche du "sérum physiologique") constituée d'une cuillère à café de bicarbonate de soude, de trois cuillères à café de sel, et d'un litre d'eau bouillie refroidie (eau ayant été portée à ébullition), on peut réaliser un lavement des sinus grâce à une poire en plastique par exemple, en injectant un peu de la solution plusieurs fois, dans une narine, puis dans l'autre, en alternant. Ce traitement a une efficacité non négligeable pour désinfecter les sinus  .